# Cratere Aya
Aya è un cratere sulla superficie di Ganimede.